# Rike
Rike (eller Ricco) (død omkring 1139), var biskop i Slesvig og Roskilde Stifter.
Han var først Erik Emunes kapellan og skal have været en god støtte i hans kamp for kronen. Erik lønnede ham i 1135 med Slesvigs bispesæde, og senere, da han efter ærkebiskop Assers død ikke vilde have Eskil til hans efterfølger, tvang han Lunds domkapitel til at vælge Rike (1137). Straks efter blev Erik imidlertid myrdet, og nu omstyrtede lundekanikerne det ufri valg og kårede Eskil. Erik Emunes efterfølger, Erik Lam, der i starten fulgte sin forgængers politik, vilde med magt sikre Rike hans ærkebispeværdighed, men opgav dog over for skåningernes fasthed. Rike selv faldt imidlertid ikke til føje, før den sjællandske stormand Peder Bodilsen overtalte ham dertil, og nu blev han holdt skadesløs ved at blive Eskils efterfølger som biskop i Roskilde; men Erik Lam måtte tvinge kannikkerne til at foretage valget (i 1138).
En kort tid levede Rike nu i fred og deltog blandt andet i Kirkemødet i Lund med den pavelige legat Theodignus i 1139. Snart efter udbrød den voldsomme tronkrig mellem Erik Lam og Oluf Haraldsen, og her kom den krigerske Rike til at spille en fremtrædende rolle. Fra Skåne gjorde Oluf et indfald i Nordsjælland, men Rike slog ham ved Buddinge Å, ikke langt fra Gentofte. Oluf tænkte blot på hævn, og ved et nyt togt fra Halland lykkedes det ham at overrumple Rike i Ramløse ved Arresø, mens han sang ottesang. Rike greb til våben, og hans kapellaner stængede døren; men Oluf satte ild på huset. Rike bad da om frit lejde, og Oluf gav venlige ord; men så snart biskoppen stak hovedet ud, blev han nedhugget. Dødsdagen var 18. oktober; dødsåret angives forskelligt, men er formentlig 1139 (ældre kilder angiver året til 1142, mens senere kilder korrigerer året til 1139). Hans drabsmand blev bandlyst, og Erik Lam hævnede snart sin tro tilhænger ved at fælde Oluf i Skåne i 1143.